# Mantra II
Mantra II en het vervolgonderzoek STEP zijn wetenschappelijke onderzoeken die gedaan werden om het effect van bidden voor patiënten die een gevaarlijke operatie moesten ondergaan te kunnen meten.

## Onderzoeken en opzet
- Mantra II is gepubliceerd in The Lancet op 16 juli 2005. In 9 ziekenhuizen in de VS ondergingen 748 patiënten een hartoperatie.

192 van hen ontvingen alleen de standaardhulp
voor 182 van hen werd gebeden
185 van hen kregen aanrakingen (MIT)
189 van hen kregen zowel gebed als aanrakingen
Resultaten
Na 6 maanden werd gekeken naar de sterftecijfers en het ziekteverloop. Er werden geen significante verschillen gevonden tussen welke behandeling dan ook. Alleen het sterftecijfer bij degenen die aanrakingen hadden gekregen lag lager dan bij degenen die geen aanrakingen hadden gekregen. Dit zou nader onderzocht kunnen worden.
- Vervolgonderzoek STEP, (Study of the Therapeutic Effects of Intercessory Prayer) werd gepubliceerd in het American Heart Journal van 4 april 2006. Deze groep bestond uit 1802 patiënten die allen een hartoperatie hadden ondergaan, verdeeld in drie groepen.

Groep A wist niet zeker of er voor ze gebeden werd en er werd niet voor gebeden.
Groep B wist niet zeker of er voor ze gebeden werd en er werd wel voor gebeden.
Groep C wist heel zeker dat er voor ze gebeden werd.
Resultaten
De mensen die zeker wisten dat er voor ze gebeden werd, hadden een hogere kans op complicaties in de 30 dagen na de hartoperatie. Onder de mensen die niet zeker wisten of er voor ze gebeden werd, hadden de mensen waarvoor wel gebeden werd een (niet significante) verhoogde kans op complicaties. De sterftecijfers in de drie groepen bleken ongeveer even hoog te zijn in de 30 dagen dat deze gevolgd werden.